# Adolf Baumgartner

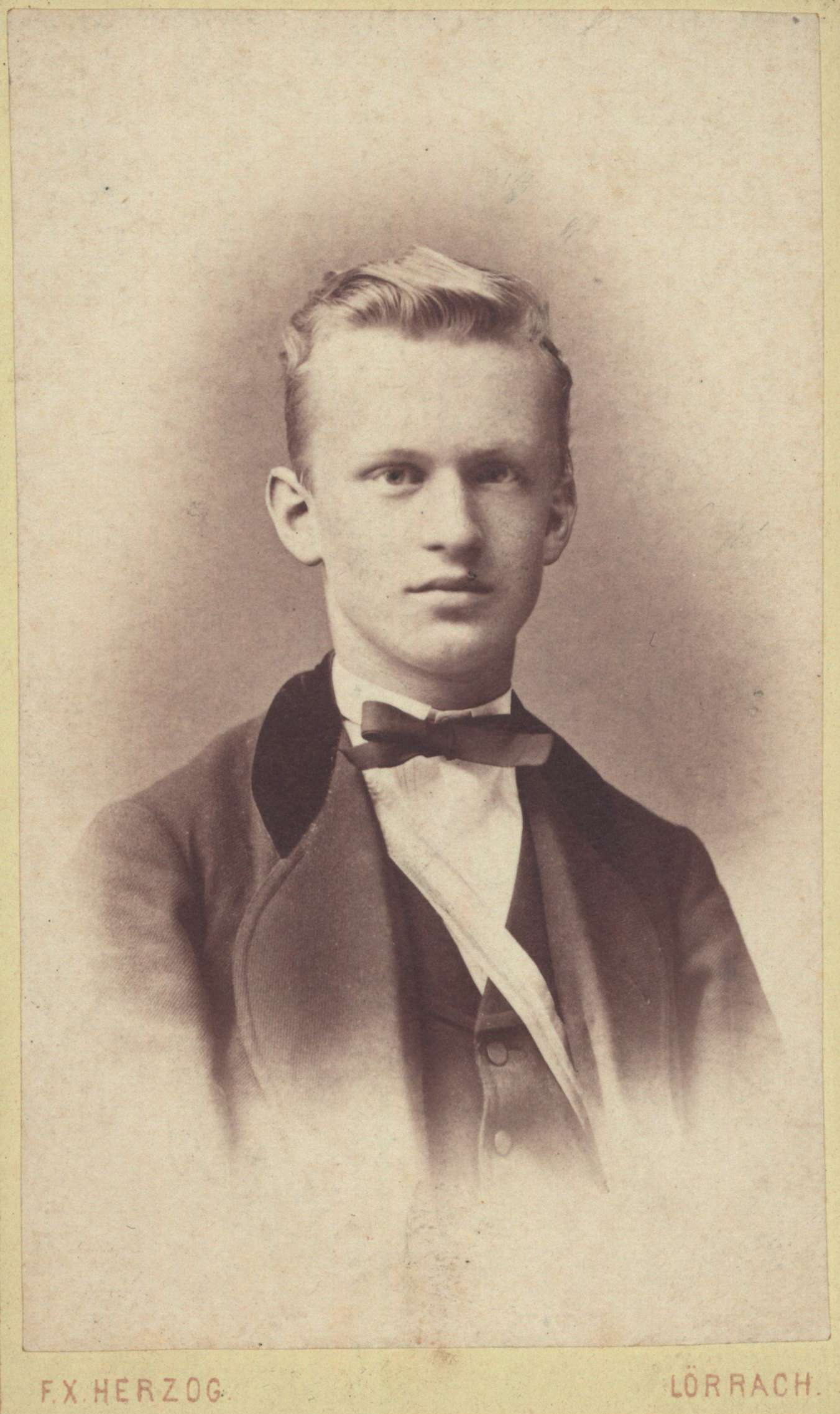
Adolf Baumgartner (vor 1873)

Adolf Baumgartner (* 15. Juni 1855 in Lörrach; † 16. Dezember 1930 in Basel; heimatberechtigt in Basel) war ein Schweizer Klassischer Philologe und Historiker deutscher Herkunft.

## Leben
Baumgartner absolvierte von 1871 bis 1874 das Pädagogium in Basel und studierte Geschichte und Klassische Philologie an den Universitäten Basel (1874 und 1875–1877, u. a. bei Jacob Burckhardt und Friedrich Nietzsche), Bonn (1874/75), Jena (1877/78, vor allem bei Erwin Rohde) und Tübingen (1878/79). 1879 wurde er bei Alfred von Gutschmid in Tübingen promoviert. Während des Studiums leistete er auch seinen deutschen Militärdienst ab. 1881 habilitierte sich Baumgartner an der Universität Basel mit einer Arbeit zur armenischen Geschichte für Alte Geschichte und Historiographie. Am 22. Juni 1889 wurde dort er zum ausserordentlichen und 1891 zum ordentlichen Professor für allgemeine Geschichte (auf Empfehlung Jacob Burckhardts) berufen. 1898 hielt er die offizielle Gedächtnisrede anlässlich des 100-Jahr-Jubiläums der sog. Basler Revolution im Januar 1798. 1903 wurde der zum Mitglied der Kommission des Historischen Museums Basel ernannt.
Sein Nachlass befindet sich in der Universitätsbibliothek Basel.

## Schriften (Auswahl)
- Ueber die Quellen des Cassius Dio für die ältere römische Geschichte. Laupp, Tübingen 1880 (Dissertation).
- Dr. M. Lauer und das zweite Buch des Môses Chorenazi. Stauffer, Leipzig 1885.
- Ueber das Buch „die Chrie“. In: Zeitschrift der Deutschen Morgenländischen Gesellschaft. Bd. 40 (1886), S. 357–515 (Digitalisat).
- Zur Geschichte und Literatur der Griechischen Sternbilder. Vortrag gehalten in der Basler Historischen und Antiquarischen Gesellschaft am 15. Februar 1904. Lendorff, Basel 1904.